# ロバート・バーナム・ジュニア
ロバート・バーナム・ジュニア（Robert Burnham Jr., 1931年6月16日 - 1993年3月20日）は、アメリカの天文家で、3巻からなる『Burnham's Celestial Handbook』の執筆で知られる。火星横断小惑星レイラ (3397 Leyla) や6つの彗星を発見している。
バーナムの晩年は悲劇的なもので、困窮のうちに孤独な死を迎えた。しかし、天文学に独自の貢献をした『Burnham's Celestial Handbook』によって人々に記憶されている。メインベルトの小惑星 (3467) Bernheim は彼にちなんで命名された。

## 経歴
| 小惑星発見数: 1                                                             | 小惑星発見数: 1 |
| --------------------------------------------------------------------------- | --------------- |
| 3397 Leyla[1]                                                               | 1964年12月8日   |
| - 1 ノーマン・G・トーマスと共同発見。                                       |                 |
| 彗星発見数: 6                                                               |                 |
| C/1957 U1 (Latyshev-Wild-Burnham)[1]                                        | 1957年10月18日  |
| C/1958 D1 (Burnham 1958a)                                                   | 1958年2月22日   |
| スローター・バーナム彗星 (56P/Slaughter-Burnham)[2]                         | 1959年1月27日   |
| - 1 Latyshev、パウル・ヴィルトと共同発見 - 2 Charles D. Slaughterと共同発見 |                 |

ロバート・バーナム・ジュニアは、1931年6月16日にロバート・シニアとリディアの子として、イリノイ州シカゴに生まれた。1940年に家族でアリゾナ州プレスコットに移住し、1949年に同地の高校を卒業した。これが彼の最終学歴となった。高校卒業後は定職に就かなかったが、朝鮮戦争が勃発した翌年の1951年に徴兵の危機に直面すると空軍に入隊した。空軍ではレーダー技術者となり、サウジアラビアなど国外で4年間の任務に就いた後に除隊した。除隊後はプレスコットに戻り、母が見つけてきたウエスタンファッションメーカーの出荷担当者の仕事に就いた。この頃から、夜になると自作の望遠鏡で天体観測をするようになった。彼はもともと内気な性格で、友人も少なく、結婚もせず、ほとんどの時間を自作の望遠鏡による観測に費やしていた。

### 彗星の発見からローウェル天文台での勤務へ
1957年10月18日午後10時30分頃、くじら座の近辺を観測中に見かけない光のシミを発見したバーナムは、このことをローウェル天文台に電話で伝えるとともに、ハーバード大学構内の天文電報中央局 (CBAT) 宛に電報を送った。ローウェル天文台はその報告を軽く扱い翌日以降の観測に回してしまったが、CBATに電報を送っていたことが功を奏して、彼に先んじた旧ソ連のLatyshev、スイスのパウル・ヴィルトとともに、長周期彗星C/1957 U1の発見者として名を連ねることとなった。
この発見は地元で大きな話題となり、バーナムは一躍ヒーローとして扱われるようになった。まさにスプートニク・ショックの最中にあったことも追い風となり、アメリカ人の愛国心を大いに刺激することとなった。11月には、後に共和党の大統領候補となるバリー・ゴールドウォーター上院議員の訪問を受け、バリーの叔父モリスが1882年に購入した屈折式望遠鏡をもらった。バーナムは、次に彗星を発見したらゴールドウォーター彗星と名付けることを約束した。バーナムは、この約束からわずか3ヶ月半後の1958年2月22日に2つ目の彗星C/1958 D1を発見したが、彗星には発見者の名前が付けられるため、ゴールドウォーター彗星と名付けられることはなく「バーナム彗星」と呼ばれることとなった。
C/1957 U1の発見がきっかけとなってローウェル天文台のヘンリー・リー・ギクラスからの誘いを受けたバーナムは、1958年2月からアリゾナ州フラッグスタッフにあるローウェル天文台に採用され、ブリンクコンパレータを用いた恒星の固有運動の観測に従事することになった。当初3年以上は掛からないだろうと思われたプロジェクトであったが、バーナムと同僚のノーマン・G・トーマスが優秀な実績を残したことから、20年以上にわたって全米科学財団から資金援助を受けることができた。バーナムは、ローウェル天文台に勤務している間、同僚のトーマスとともに、スローター・バーナム彗星 (56P/Slaughter-Burnham) を含む5つの彗星と小惑星レイラ (3397 Leyla) を発見した。

### Burnham's Celestial Handbookの刊行
バーナムは、天文台での通常業務に加えて、自由時間のほとんどすべてをCelestial Handbookの執筆に費やした。この本の出版と執筆作業について、ローウェル天文台から正式にサポートされることはなかった。この本は、1966年にルーズリーフ形式で自費出版された後、1978年にドーバー出版から増補改訂版が全3巻で出版された。この『Celestial Handbook』は、アマチュア天文雑誌で高い評価を受け、この専門分野でのベストセラーとなった。現在も出版されており、アマチュア天文文学の古典とされている。Celestial Handbookには、「太陽系外の宇宙を知るための観測者のためのガイド (An Observer's Guide to the Universe Beyond the Solar System)」という副題が付けられており、天文学の入門書として長大な文章に加え、天空のすべての星座のカタログ情報が掲載されている。また、小さな望遠鏡で見ることができる数千の星や星雲・星団について詳細に解説されている。

### ローウェル天文台以後

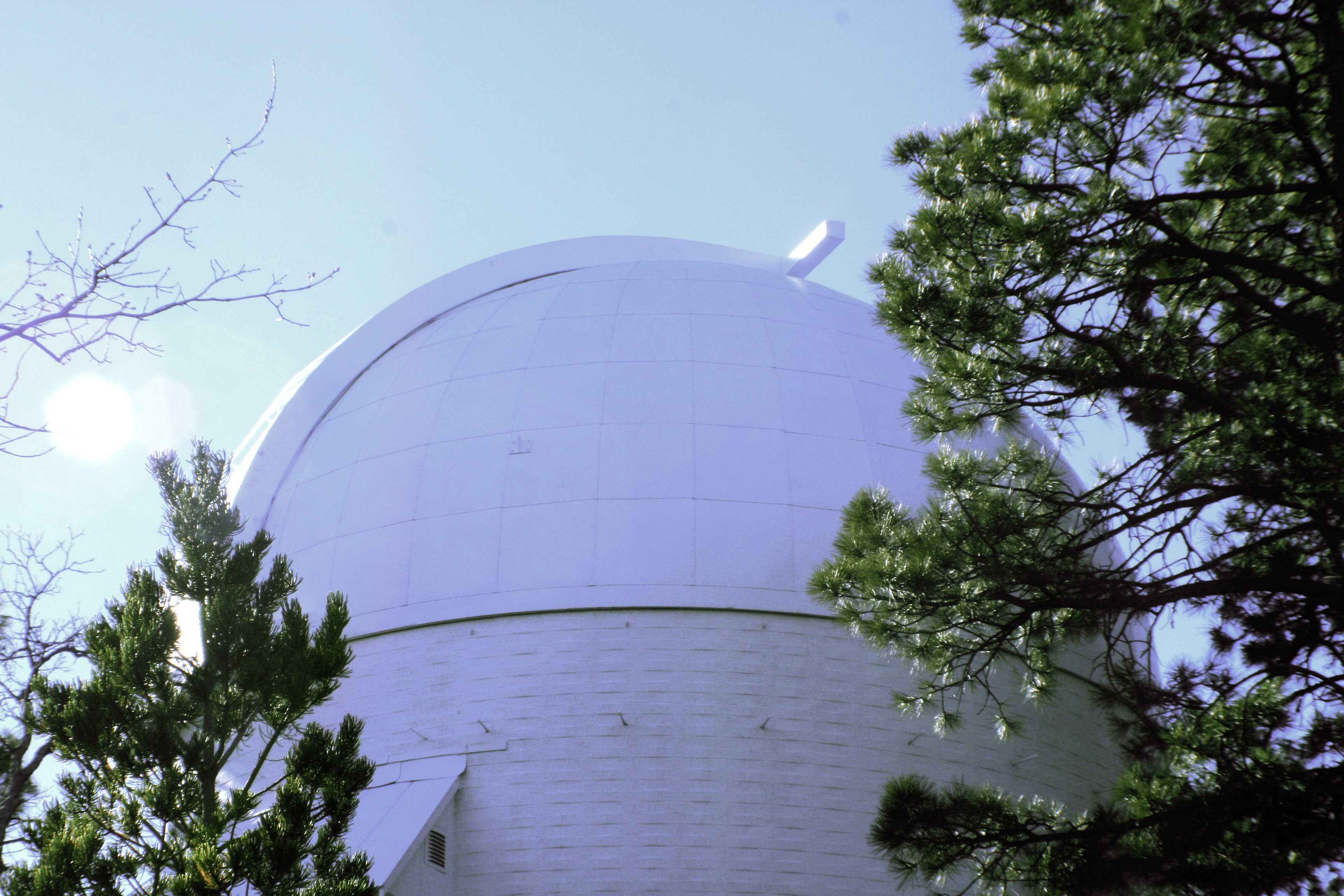
ローウェル天文台

Celestial Handbookがドーバー社から出版された翌年の1979年4月、バーナムは「固有運動の観測が終われば、その後彼を雇っておく余裕が天文台にはない」との通知を受けた。何ヶ月も前から予告されていたにもかかわらず、別の仕事の準備をすることもできず、ローウェルでの21年間にわたる彼の仕事はその年の12月に終わった。唯一提示された天文台の清掃員の職に就くこともできず、彼は退職した
バーナムは、ローウェルでの仕事を失った後、個人的にも仕事的にも、そして経済的にも立ち直れなかった。その後の数年間で、Celestial Handbookの売り上げが急速に伸びる一方で、バーナムの個人的な状況は着実に悪化していった。内気な性格が災いして、世間の目を気にすることがなくなり、ますます引きこもりがちになっていった。彼はドーヴァーと印税のことや、自分の本の新しい版や翻訳の作成についてよく争っていた。また、散発的にファンタジー小説を執筆してはいたが、完成しなかった。
バーナムには伴侶もおらず、状況が悪化するにつれて苦悩と憂鬱に襲われ、数少ない友人や家族からも孤立していった。一時期、アリゾナ州フェニックスに住んでいたが、1986年5月にフェニックスを離れ、出版社以外の誰にもその消息を知らせずに完全に姿を消したという。成功した本の著者であったにもかかわらず、晩年のバーナムはカリフォルニア州サンディエゴのバルボア公園で猫の絵を売りながら貧困と無名の生活を送った。Celestial Handbook のファンは、彼の個人的な事情を知らず、『アストロノミー』誌の編集者である、無関係な別のロバート・バーナムが著者であると勘違いしていたとされる。

### 死去とその後

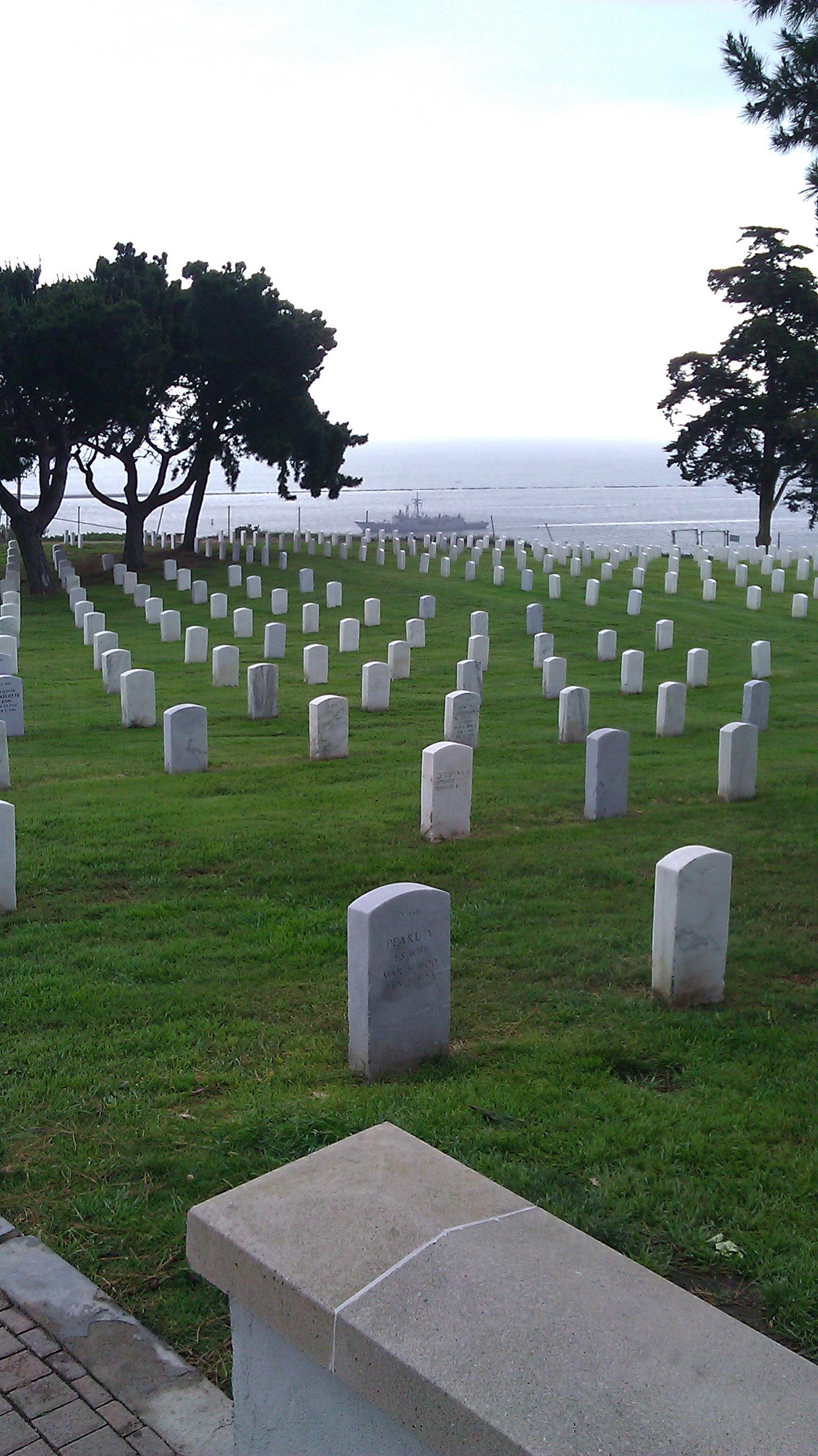
Fort Rosecrans National Cemetery

1993年3月9日、バーナムは鬱血性心不全で生命の危機に陥り、サンディエゴのマーシー病院に担ぎ込まれた。同年3月20日、61歳の若さで独り貧しくこの世を去った。死後数日経って、社会保障番号からかつて空軍に所属していたことがわかったため、火葬された彼の遺骨はポイントロマにあるフォート・ローズクランズ国立墓地に埋葬された。墓石に刻まれた名前にスペルミスがあることに誰も気づかなかった。バーナムの家族が彼の死を知ったのは2年後のことで、アマチュア天文界での彼の貢献を知らなかったため、報道機関にも知らせなかったという。
2009年、ローウェル天文台のプルート・ウォークに、Burnham's Celestial Handbook のページを模した小さなブロンズの銘板が設置された。
バーナムはほとんどインタビューに応じなかったが、著書の人気が絶頂に達した1982年に、『アストロノミー』誌のために戯れに自分自身をインタビューした作品を書いている。このエッセイのロングバージョン An Interview with the author of The Celestial Handbookがバーナムの書類の中から発見され、バーナムの死から18年後の2011年6月に「Village Voice」から全編が初公開された。

## 著作
Burnham's Celestial Handbook は、1966年にルーズリーフ形式で自費出版された後、1978年初頭にドーバー出版から全3巻の改訂増補版が出版された。日本でも斉田博の翻訳により『星百科大事典』の書名で斉田の死後の1984年に刊行、1988年には鈴木敬信による改訂版が刊行されている。
- Burnham Jr., Robert (1978). Burnham's Celestial Handbook: An Observer's Guide to the Universe Beyond the Solar System, Volume One: Andromeda-Cetus (Revised & Enlarged ed.). New York: Dover Publications. ISBN 9780486235677
- Burnham Jr., Robert (1978). Burnham's Celestial Handbook: An Observer's Guide to the Universe Beyond the Solar System, Volume Two: Chamaeleon-Orion (Revised & Enlarged ed.). New York: Dover Publications. ISBN 9780486235684
- Burnham Jr., Robert (1978). Burnham's Celestial Handbook: An Observer's Guide to the Universe Beyond the Solar System, Volume Three: Pavo-Vulpecula (Revised & Enlarged ed.). New York: Dover Publications. ISBN 9780486236735

## (3467) Bernheim
ローウェル天文台でバーナムの元同僚であったノーマン・G・トーマスは、バーナムに「バーナムの名前を小惑星につけるつもりだ」と話していた。1981年9月26日、トーマスはメインベルトの小惑星を発見したが、既にロバートとは関係のない19世紀の天文学者シャーバーン・ウェスリー・バーナムにちなんで名付けられた小惑星 (834) バーナミアがあったため、別の綴りが必要だったという。トーマスは、バーナム家先祖のボヘミアの姓にちなんで、Bernheim というスペルを選んだ。こうして、ロバート・バーナム・ジュニアを讃えた小惑星は (3467) Bernheim と名付けられた。